# Lasiocercis ochreomaculata
Lasiocercis ochreomaculata är en skalbaggsart som beskrevs av Stefan von Breuning 1965. Lasiocercis ochreomaculata ingår i släktet Lasiocercis och familjen långhorningar.
Artens utbredningsområde är Madagaskar. Inga underarter finns listade i Catalogue of Life.